# Aragua Fútbol Club
L'Aragua Fútbol Club è una società calcistica di Maracay, Venezuela. Milita nella Segunda División Venezolana, la seconda divisione del campionato nazionale.
Fondato il 20 agosto 2002, ottenne la promozione in Primera División al termine della stagione 2004/2005 conclusa con la vittoria della Segunda División. Gioca le partite casalinghe all'Estadio Olímpico Hermanos Ghersi Páez.

## Storia

### Fondazione
Era il mese di agosto del 2002, quando un gruppo di amici e fanatici di calcio dell'area di Maracay, tra i quali l'industriale italo-venezuelano Raffaele Piscitelli, si riunirono per formare una squadra che rappresentasse Aragua nelle competizioni calcistiche.
Marlon Sánchez diede le direttive per l'organizzazione tecnica della squadra affidando il progetto a Octavio May e Rocío de May con l'obbiettivo di formare una squadra da poter reclutare in Segunda División. Octavio e Rocío cominciano a raccogliere i dati ed a reclutare giocatori che volessero partecipare al campionato vestendo la maglia dell'Aragua. Successivamente un gruppo di industriali si impegnò a partecipare attivamente alle spese del club, spinti dalla volontà di creare una squadra che potesse rappresentare lo stato di Aragua nel campionato nazionale. Questi industriali furono: Carlos Herrera, Víctor Dosantos, Sante Truant, Rafael Piscitelli y Pablo Figueroa. Nella stagione 2004/2005 ottennero uno dei maggiori successi societari ottenendo la promozione in Primera División

### Segunda División
Il club ottenne l'ingresso in Segunda División lo stesso anno della fondazione. La divisa utilizzata è rossa e azzurra (definita "albiazul"). Dopo tre anni in seconda divisione, ottenne la promozione al termine della stagione 2004/2005 riuscendo a non retrocedere nelle stagioni successive. Nel 2007 vinse la coppa nazionale.

## Stemma
Nei primi anni della sua storia lo stemma societario era composto da un disegno semplice composto da raggi rossi e blu disposti a formare un cerchio. Al centro di esso era scritto a caratteri blu il nome della società.
Ottenuta la promozione in Primera División, la società cambiò il suo stemma mantenendo, però, il disegno originale. A quest'ultimo si aggiunse uno stemma con strisce rosse e gialle ispirate ai colori della bandiera dello stato di Aragua.
Dopo alcune stagioni in massima divisione, vi è l'ultimo cambiamento nello stemma societario. Il disegno è uguale a quello usato in precedenza circondato da una linea
blu. Nella parte alta di questa linea è presente la scritta "fútbol club" di colore giallo.

## Divisa
Quando la squadra militava in seconda divisione usava una semplice divisa bicolore di colore blu e rosso.
Ottenuta la promozione in prima divisione, venne abbandonato il colore blu in favore del giallo e mantenendo il rosso basandosi ai colori della bandiera dello stato di Aragua. Dalla divisa deriva il soprannome di Aurirrojo.
Divisa titolare: maglietta gialla con maniche rosse, pantaloni rossi e calzettoni blu.
Seconda divisa: maglietta bianca con maniche gialle, pantaloni rossi e calzettoni blu.

## Stadio
L'Estadio Olímpico Hermanos Ghersi Páez è lo stadio in cui il club gioca le sue partite interne. In seguito ad un recente ampliamento l'attuale capienza è di 20000 spettatori. L'ampliamento dello stadio da 14000 a 20000 spettatori si è reso necessario per far fronte alle direttive CONMEBOL in merito alle competizioni internazionali. Lo stadio ha ospitato anche una partita internazionale tra la Nazionale di calcio del Venezuela e la Nazionale di calcio dell'Honduras conclusa con il punteggio di 0-0.

## Rivalità
Negli ultimi anni il club ha più volte disputato partite ad "alto entusiasmo" contro il Carabobo Fútbol Club e il Caracas Fútbol Club. Queste partite vengono considerate le batallas del centro (battaglie di centro) data la vicinanza tra gli stati. Le rivalità non si limitano solo al calcio ma anche ad altre discipline sportive come il baseball.
Una crescente rivalità esiste con il Deportivo Anzoátegui Sport Club a causa dei colori sociali simili delle due società. Questo e conosciuto come El Derby Aurirrojo.

## Palmarès

### Competizioni nazionali
- Copa Venezuela: 1

2007
- Segunda División: 1

2004-2005

### Altri piazzamenti
- Copa Venezuela:

Finalista: 2018